# Celury
Celury (Coeluridae) – parafiletyczna rodzina niewielkich, mięsożernych teropodów. Przez lata wliczano do niej wszystkie jurajskie i kredowe teropody, których nie można było jednoznacznie zaliczyć do znanych w tych czasach grup. Celury przez długi czas stanowiły więc „takson worek”, do którego zaliczało się wszystkie niewielkie teropody o niepewnej pozycji systematycznej nie zważając na różnice w ich budowie. Wśród dinozaurów wliczanych niegdyś do celurów znajdowały się takie zwierzęta jak stenonychozaur (obecnie uważany za synonim troodona, będącego przedstawicielem Troodontidae) oraz mikrowenator (uważany dzisiaj za bliskiego krewnego lub prymitywnego przedstawiciela owiraptorozaurów). Nie ma również dowodów, że prymitywne celurozaury takie jak ornitolestes, proceratozaur i scypionyks rzeczywiście tworzą klad z celurem. Ponadto z powodu niekompletności materiału kopalnego celura, trudno dokładniej ustalić jego pokrewieństwa. O.W.M. Rauhut (2003), wskazując na analizy kladystyczne dotyczące kompsognata (późna jura, Europa), sinozauropteryksa (wczesna kreda, Azja) i kompsognato-podobnego teropoda z wczesnokredowych skał Ameryki Południowej, przypisywanego dzisiaj do rodzaju Mirischia, uznał celury za monofiletyczną grupę bazalnych celurozaurów, różniących się od innych celurozaurów budową kręgów. Późniejsze analizy kladystyczne nie potwierdziły jednak tej teorii. Phil Senter w 2007 uznał celura i tanikolagreza za jedynych przedstawicieli Coeluridae. Uznał on również tę rodzinę za spokrewnioną z tyranozauroidami.